# Kohlsia gammonsi
Kohlsia gammonsi är en loppart som beskrevs av Hamilton Paul Traub 1950. Kohlsia gammonsi ingår i släktet Kohlsia och familjen fågelloppor. Inga underarter finns listade i Catalogue of Life.